# Большая Нурма
Большая Нурма (мар. Кугу Нурмо) — деревня в Новоторъяльском районе Республики Марий Эл. Входит в состав Староторъяльского сельского поселения.

## География
Находится в северо-восточной части республики Марий Эл на расстоянии приблизительно 9 км по прямой на юг-юго-восток от районного центра посёлка Новый Торъял.

## История
Известна с 1745 года, когда 23 человека из волости Кукморы переселились жить в Нурму и Торъял. К тому времени Большая Нурма уже была отдельным населённым пунктом. На 1801 год в деревне числилось 13 домов. В 1850 году в Нурме в 69 дворах проживали 403 новокрещённых марийца. В 1905 году в деревне числилось 25 дворов, 155 человек. В сентябре 1974 года пущено в эксплуатацию новое здание магазина, который обслуживал население окрестных деревень, в Большой Нурме в это время в 27 хозяйствах проживали 104 человека. В 2004 году в деревне насчитывалось 43 дома. В советское время работал колхоз «Йошкар пеледыш» («Красный цветок»).

## Население
Население составляло 94 человека (мари 81 %) в 2002 году, 121 в 2010.